# Gil płomienny
Gil płomienny (Pyrrhula erythrocephala) – gatunek małego ptaka z rodziny łuszczakowatych (Fringillidae). Występuje w Himalajach. Nie jest zagrożony wyginięciem.

## Taksonomia
Po raz pierwszy gatunek opisał Nicholas Aylward Vigors w 1832 na łamach „Proceedings of Zoological Society of London”. Holotyp pochodził z północno-zachodnich Indii. Autor nadał mu nazwę Pyrrhula erythrocephala. Opis zawierał jedynie informacje o wyglądzie upierzenia i długość ciała (6 cali). Obecnie (2021) Międzynarodowy Komitet Ornitologiczny uznaje gila płomiennego za gatunek monotypowy.
Epitet gatunkowy oznacza „czerwonogłowy” z greckich słów: eruthros – czerwony i -kephalos – -głowy (kephale, głowa).

## Morfologia
Długość ciała wynosi około 17 cm. Wymiary średnie dla nieokreślonej liczby osobników: długość skrzydła 72–81 mm u samca, 76–80 mm u samicy; długość ogona 60–70 mm u samca, 63–67 mm u samicy; długość dzioba (od nasady w czaszce) 10–13 mm, długość skoku 17–20 mm. Masa ciała: 18–27,6 g.
Występuje dymorfizm płciowy w upierzeniu. U samca przód wierzchu głowy po kark ma intensywną, pomarańczową barwę. Poszczególne osobniki różnią się natężeniem tej barwy, od jasnopomarańczowej po niemal czerwoną. Czoło, kantarek, obszar pod okiem i broda są czarne, zaś boki głowy i szyja – jasnopomarańczowe lub szarawe, na pokrywach usznych z domieszką pomarańczu. Policzki i ulokowane bardziej z tyłu pokrywy uszne są jasnopomarańczowe lub płowopomarańczowe. Grzbiet i barkówki mają barwę jasnoszarą lub popielatą. Kuper biały. Pokrywy nadogonowe i sterówki czarne z fioletowym połyskiem. Ogon z wycięciem lub rozwidlony. Pokrywy skrzydłowe średnie popielate lub jasnoszare, u nasady i na chorągiewkach wewnętrznych czarne. Pokrywy skrzydłowe większe czarne lub fioletowoczarne u nasady, zakończone szaro, z cienką białą linią na końcu. Skrzydełko, pokrywy pierwszorzędowe i lotki czarne, wyróżniają się głębokim, niebieskim połyskiem. Gardło białe albo jasnopłowe, pierś i boki ciała pomarańczowe. Nogawice i brzuch jasnoszare lub z domieszką pomarańczowego, bieleją w okolicy kloaki i na pokrywach podogonowych. Dziób czarny, nogi i stopy różowobrązowe.
U samicy pióra na czole, kantarku i policzkach (z przodu) są czarne z jasnopłowymi lub białawymi krawędziami. Wierzch głowy i kark oliwkowożółte lub jasnozielonożółte; policzki (z tyłu) i pokrywy uszne szare, jaśniejsze lub bardziej płowe pod okiem. Grzbiet i barkówki zielone, niekiedy szarobrązowe w wyższej części kupra; niższa część kupra biała. Pokrywy nadogonowe i sterówki czarne, z fioletowoczarnymi krawędziami i końcówkami. Pokrywy skrzydłowe średnie u nasady szarobrązowe lub szare, jaśniejsze na końcu. Pokrywy skrzydłowe większe czarne, ku końcowi szarzejące, a na końcu białe. Skrzydełko i pokrywy pierwszorzędowe szare z cienkimi, czarnymi krawędziami. Lotki ogółem czarne, wewnętrzne lotki II rzędu wyróżniają się niebieskoczarnym połyskiem. Spód ciała matowoszary albo brązowawy, okolice kloaki i pokrywy podogonowe białe.

## Zasięg występowania
Gile płomienne zamieszkują Himalaje na obszarze od południowo-wschodniego Kaszmiru po Bhutan, północno-wschodnie Indie (wschodni po zachodni Arunachal Pradesh) i południowo-zachodnie Chiny (północno-wschodni Tybet). Według szacunków BirdLife International obszar występowania tych ptaków liczy około 233 tys. km².

## Ekologia i zachowanie

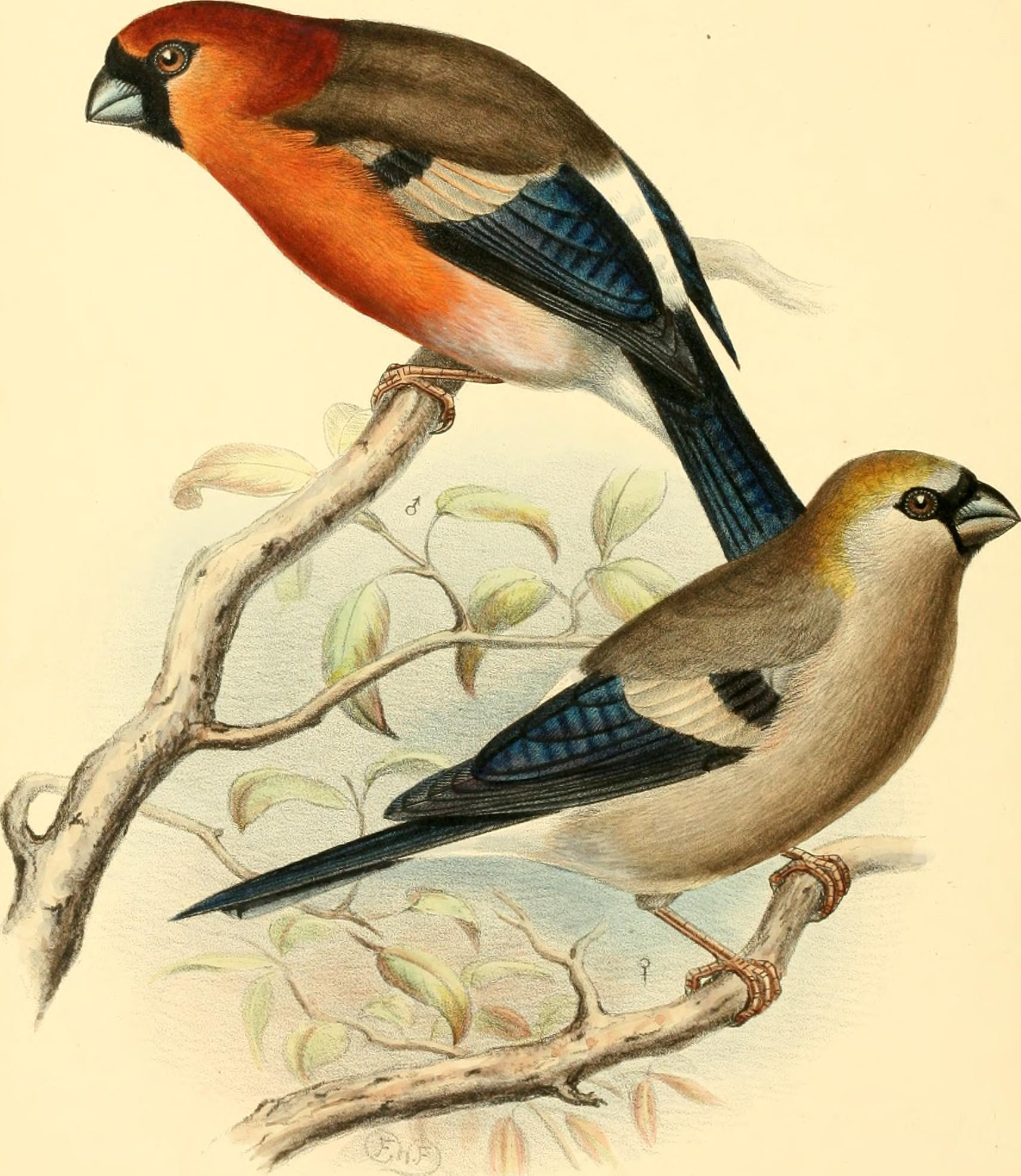
Samiec i samica – ilustracja z 1888

Środowiskiem życia gilów płomiennych są głównie gęste lasy iglaste złożone z cedrów, sosen i jałowców lub mieszane lasy z jodeł, brzóz i rododendronów na wysokości 2700–4200 m n.p.m. Ptaki te podejmują sezonowe wędrówki, w zimie schodząc na niższe obszary niż podczas okresu lęgowego. W zimie pojawiają się głównie w lasach z udziałem dębów i rododendronów, okazjonalnie lasy iglaste i z udziałem wierzb. Często przebywają w okolicach rzek i strumieni. Przeważnie występują pojedynczo lub w niewielkich grupach (często jednopłciowych), żerując nisko w krzewach lub na ziemi. Żywią się nasionami, pączkami kwiatowymi (w tym wierzbowymi „kotkami”) i jagodami. Jedzą również nektar z kwiatów rododendronu.

### Lęgi

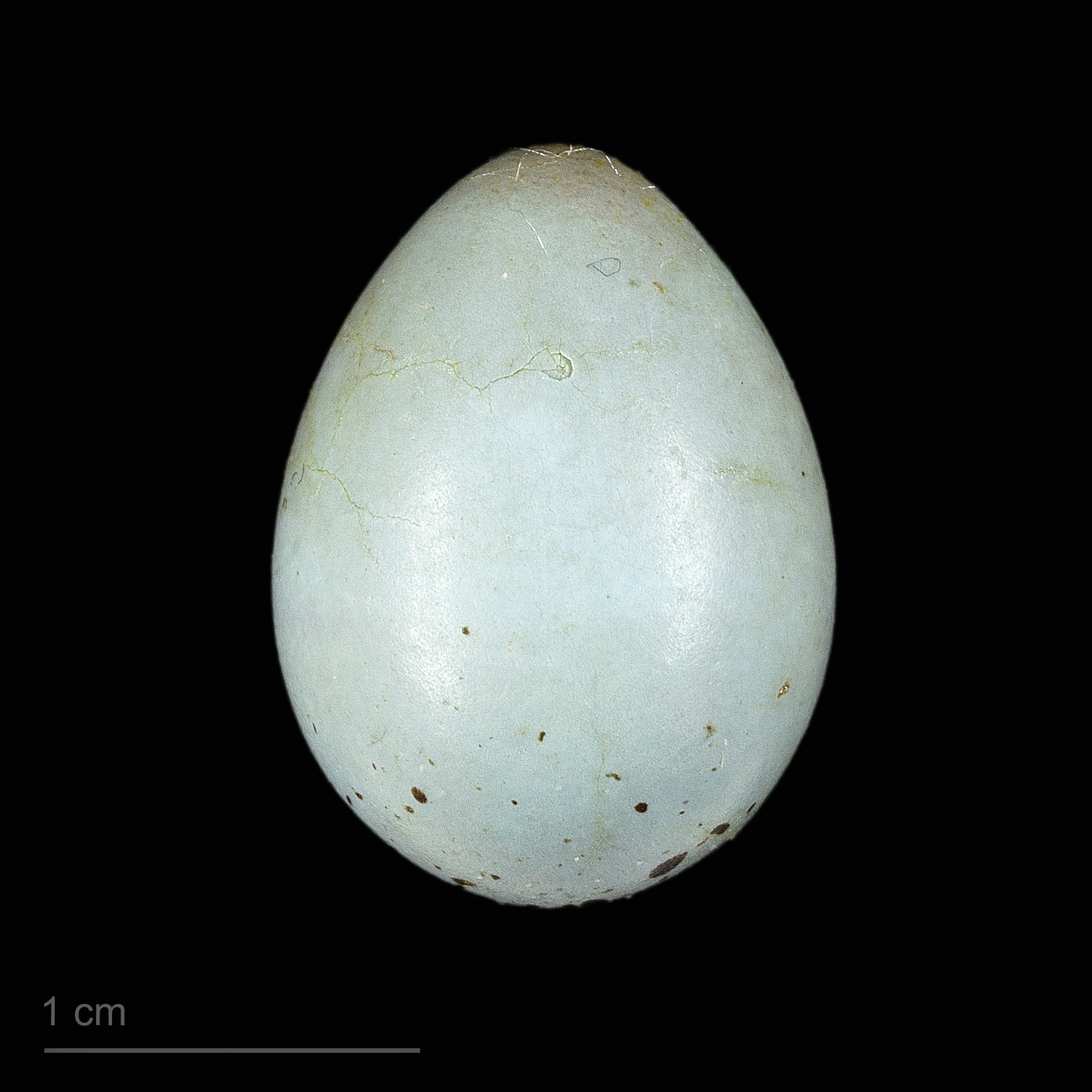
Jajo

Okres lęgowy trwa od końca maja do sierpnia. Gniazdo ma formę kubeczka z gałązek, włókien roślinnych, korzeni, porostów Usnea i mchów, umieszczone jest do 3 m nad ziemią. W zniesieniu 3 lub 4 jaja pokryte plamkami barwy od szarej po czerwonobrązową.

## Status
IUCN uznaje gila płomiennego za gatunek najmniejszej troski (LC, Least Concern). Liczebność populacji nie została oszacowana, ale ptak ten opisywany jest jako pospolity lub dość pospolity. BirdLife International ocenia trend populacji jako stabilny ze względu na brak widocznych zagrożeń.